# Divizia Națională 2016/17
De Divizia Naţionalǎ 2016/17 is het 26e seizoen van de hoogste Moldavische voetbalcompetitie. Sheriff Tiraspol trad aan als regerend landskampioen. Het seizoen begon in juli 2016 en eindigt in mei 2017. De strijd om het kampioenschap werd, net als het voorgaande seizoen, beslist in een beslissingswedstrijd op neutraal terrein. 

## Stand
|    | Club               | WG | W  | G  | V  | DV | DT | +/- | P  |                                                |
| -- | ------------------ | -- | -- | -- | -- | -- | -- | --- | -- | ---------------------------------------------- |
| 1  | Sheriff Tiraspol   | 30 | 22 | 3  | 5  | 71 | 15 | +56 | 69 | Tweede voorronde UEFA Champions League 2017/18 |
| 2  | Dacia Chisinau     | 30 | 22 | 3  | 5  | 54 | 15 | +39 | 69 | Eerste voorronde UEFA Europa League 2017/18    |
| 3  | Milsami Orhei      | 30 | 22 | 2  | 6  | 57 | 20 | +37 | 68 | Eerste voorronde UEFA Europa League 2017/18    |
| 4  | Zaria Balti        | 30 | 20 | 5  | 5  | 56 | 21 | +35 | 65 | Eerste voorronde UEFA Europa League 2017/18    |
| 5  | Zimbru Chisinau    | 30 | 13 | 7  | 10 | 32 | 29 | +3  | 46 |                                                |
| 6  | Petrocub Hîncești  | 30 | 8  | 10 | 12 | 31 | 38 | -7  | 34 |                                                |
| 7  | Speranta Nisporeni | 30 | 7  | 8  | 15 | 24 | 35 | -11 | 29 |                                                |
| 8  | Academia UTM       | 30 | 8  | 3  | 19 | 21 | 52 | -31 | 27 | Ontbonden.                                     |
| 9  | Dinamo-Auto        | 30 | 5  | 8  | 17 | 31 | 58 | -27 | 23 |                                                |
| 10 | Saxan              | 30 | 5  | 4  | 21 | 23 | 57 | -34 | 19 | Degradatie naar Divizia A                      |
| 11 | Ungheni            | 30 | 4  | 5  | 21 | 19 | 79 | -60 | 17 | Degradatie naar Divizia A                      |

Bron: (ro)  FMF
Nationale competities:
Albanië · Andorra · Armenië · België · Bosnië en Herzegovina · Bulgarije · Cyprus · Denemarken · Duitsland · Engeland · Estland ('16 '17) · Faeröer ('16 '17) · Finland ('16 '17) · Frankrijk · Gibraltar · Griekenland · Hongarije · IJsland ('16 '17) · Ierland ('16 '17) · Israël · Italië · Kazachstan ('16 '17) · Kroatië · Letland ('16 '17) · Litouwen ('16 '17) · Luxemburg · Macedonië · Malta · Moldavië · Montenegro · Nederland · Noord-Ierland · Noorwegen ('16 '17) · Oekraïne · Oostenrijk · Polen · Portugal · Roemenië · Rusland · San Marino · Schotland · Servië · Slovenië · Slowakije · Spanje · Tsjechië · Turkije · Wales · Zweden ('16 '17) · Zwitserland
Europese competities: Super Cup 2016 · Champions League · Europa League